# Simbri Ahola

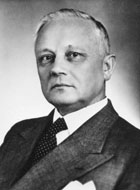
Simbri Ahola.

Simbri Johannes Ahola, född 8 maj 1894 i Alavo, död 31 juli 1967, var en finländsk ämbetsman. 
Ahola, som var son till vågmästaren vid järnvägen Svante Ahola och Wera Ventelä, blev student 1923, avlade högre rättsexamen 1930 och blev vicehäradshövding 1932. Han var järnvägstjänsteman 1912–1934, blev yngre regeringssekreterare 1935, äldre regeringssekreterare 1938, regeringsråd i kommunikationsministeriet 1941 och var generaldirektör i Post- och telegrafverket 1942–1962. 
Ahola var medlem i förvaltningsrådet för Rundradion 1941–1944 och ordförande 1944–1949, medlem i direktionen för Aero Oy 1941–1945, ordförande i förvaltningsrådet från 1945, ordförande i direktionen för Televa 1948–1964 och för Ajokki Oy 1952–1964.